# Tipula (Lunatipula) mariannae
Tipula (Lunatipula) mariannae is een tweevleugelige uit de familie langpootmuggen (Tipulidae). De soort komt voor in het Nearctisch gebied.